# José Luis Fradejas

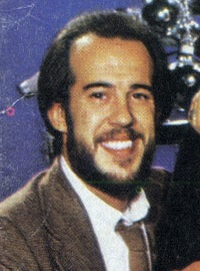
José Luis Fradejas en 1979

José Luis Fradejas Salgado (Abarán, Región de Murcia; 30 de julio de 1950 - Madrid, 7 de abril de 2022) fue un presentador de televisión español.

## Trayectoria profesional
Su familia era originaria de Valladolid, pero Fradejas nació en Abarán, población murciana en la que su padre estaba destinado como guardia civil, allí vivió sus dos primeros años hasta que su padre fue destinado al Aeropuerto de Barajas y la familia se trasladó a vivir a la provincia de Madrid. Fradejas comenzó como maestro de ceremonias en eventos celebrados en discotecas madrileñas, así conoció José Luis Uribarri y este le contrató para llevar algunas de las secciones del programa musical Aplauso, dirigido por el mismo José Luis Uribarri y emitido por Televisión española entre 1978 y 1983.
Pese a que fue esa la única experiencia ante las cámaras, sigue siendo recordado por el público español, pues el espacio que condujo simboliza una época de la música española, la de los años setenta, caracterizada por cantantes melódicos e ídolos de quinceañeras y una estética camp de pantalones campana y chaquetas de amplias solapas, y por donde desfilaron los grupos y solistas más importantes del momento, como Mecano, Tequila, Alaska y los Pegamoides, Cadillac, Antonio Flores, Miguel Bosé o Ana Belén, pero también artistas de talla internacional como The Jackson Five, ABBA, Village People, Boney M, AC/DC.
Fradejas fue el único de los presentadores que se mantuvo los cerca de cinco años de emisión del programa y compartió plató, entre otras, con Silvia Tortosa, Mercedes Rodríguez, María Casal y Adriana Ozores. En un principio sus intervenciones se limitaban a presentar pequeñas secciones dentro del programa, como La juventud baila o Los dobles de los famosos, pero poco a poco su presencia se fue ampliando, y cuando el programa fue cancelado en 1983 era el principal conductor del mismo.
Tras esa experiencia se retiró del mundo de la televisión y se dedicó a la empresa privada, llevando una vida alejada de las cámaras. En 1997 volvió a TVE, cuando fue nombrado subdirector de Programas Musicales. Después de pasar por Antena 3 Aragón, como director del informativo regional y del programa 'Aragón a fondo' (mayo de 1999), fue nombrado director de Negocios Multimedia de Telefónica Servicios de Música (2004). Al año siguiente fue nombrado gerente de Producción de contenidos de Telefónica Servicios Audiovisuales.
Fradejas se casó con Mercedes. El matrimonio tuvo dos hijas, y dos nietas.
José Luis Fradejas falleció en la mañana del 7 de abril de 2022, a causa de un infarto en su domicilio madrileño.